# Noordse combinatie op de Olympische Winterspelen 1948
Noordse combinatie is een van de sporten die beoefend werden tijdens de Olympische Winterspelen 1948 in St. Moritz.

## Heren
| rang   | sporter(s)      | land | totaal (ptn) |
| ------ | --------------- | ---- | ------------ |
| Goud   | Heikki Hasu     | FIN  | 448.80       |
| Zilver | Martii Huhtala  | FIN  | 433.65       |
| Brons  | Sven Israelsson | SWE  | 433.40       |
| 4      | Niklaus Stump   | SUI  | 421.50       |
| 5      | Olavi Sihvonen  | FIN  | 416.20       |
| 6      | Eilert Dahl     | NOR  | 414.30       |
| 7      | Pauli Salonen   | FIN  | 413.30       |
| 8      | Olav Dufseth    | NOR  | 412.60       |
| 9      | Erik Elmsäter   | SWE  | 410.95       |